# Zaolší (Vendryně)
Zaolší je osada, která je součástí obce Vendryně v okrese Frýdek-Místek.
Původně se osada nazývala Lidéřovice. První písemná zmínka je z roku 1440, kdy Vendryni prodala těšínská knížata Vladislav a Přemek Jakoubkovi z Březevic, který už tehdy vlastnil i Lidéřovice. Kdy a jak je nabyl, není známo. Traduje se však pověst o tom, jak Tataři, po svém vítězství nad křesťanskými vojsky u Lehnice v roce 1241, táhli na jih do Uher a při svém plenění také vypálili dřevěné městečko Lidéřovice, stojící na staré obchodní cestě od Baltu přes Jablunkovský průsmyk do Uher.
V historických pramenech se osada označovala různě: Liderzovice, Liderov, Ludgiřovice. Název s největší pravděpodobností byl odvozen od místního potoka Liderov.
Název Lidéřovice zanikl v období třicetileté války, kdy došlo k velkému úbytku obyvatelstva. V mapě Jonáše Nigriniho z roku 1730 už je uveden název Zaolse, podle polohy vzhledem k obci Vendryně – za Olsou, jak je nazvána na uvedené mapě řeka Olza.
Ve druhé polovině 20. století a začátkem 21. století nastal rychlý rozvoj této části Vendryně, takže v roce 2020 zde žilo asi 700 obyvatel.